# Кампина
Кампина (рум. Câmpina) град је у у средишњем делу Румуније, у историјској покрајини Влашка. Кампина је други по важности град у округу Прахова.
Кампина према последњем попису из 2002. године има 38.789 становника.

## Географија
Град Кампина налази се у северном делу покрајине Влашке, на 430 m надморске висине. Град лежи на реци Прахова, подно Карпата, на месту где река из планинског дела излази у Влашку низију. Долина реке је изузетно битна будући да њом иде пут који везује Букурешт са севером државе. Од седишта државе, Букурешта, Кампина је удаљена око 100 km северно.

## Становништво
У односу на попис из 2002, број становника на попису из 2011. се смањио.
| 2011.  |
| ------ |
| 32.935 |

Румуни чине већину градског становништва, а од мањина присутни су само Роми. Пре Другог светског рата Јевреји су чинили значајан део градског становништва.

## Галерија
- Градска кућа
- Главни булевар у граду
- Градски лицеј
- Споменик Григорескуу